# Prat Peyrot
Prat Peyrot ist ein französisches Wintersportzentrum in der Bergregion der Cevennen großteils im Département Lozère an der Grenze zum Département Gard.
Die Talstation liegt in der Nähe des Mont Aigoual auf dem Gebiet Gemeinde Valleraugue. Im Sommer kann man die hier beginnenden zahlreichen Wanderrouten und Rundwege abgehen. Insgesamt gibt es in Prat Peyrot zwölf präparierte Alpin-Skipisten, darunter vier grüne, fünf blaue und drei rote Pisten. Skilangläufern stehen 40 Kilometer präparierte Loipen zur Verfügung. In Espèrou befindet sich eine Rodelbahn. Im Ort gelegen ist zudem eine Skischule des französischen Skiverbandes. 